# 银华日利
银华交易型货币市场基金（沪市：511880；简称：银华日利，扩位简称：银华日利ETF；场外B类份额：003816），是中国大陆证券市场首支净值非1元人民币的净值型货币市场基金，管理人为银华基金管理股份有限公司，基金合同生效于2013年4月1日。

## 特点
该基金不采用每日分红转投方式将净值归一，而是采用全价交易的方式，并在每年初将超出原有净值（1元）的部分一次性分红；该基金管理费、托管费在发行时处于较低水平，在交易所以ETF形式交易，确保交易流动性，减少申购、赎回导致的基金流动性风险。
2013年12月9日起，根据新修订的《上海证券交易所交易规则》，该基金在上海证券交易所内开始采用“T+0”当日回转交易模式。由于场内交易与场内外申赎价差的存在，该基金经常出现利用价差进行套利的交易者，并曾在2014年2月18日出现0.14%的溢价率。

## 获奖
该基金曾获得2014年“深圳市金融创新奖”优秀奖、《中国基金报》第七届中国基金业“英华奖”“2019年度最佳货币ETF”等称号。